# Giacomo D'Asaro
Giacomo Valerio D'Asaro (12 april 2003) is een Belgisch voetballer die sinds 2023 uitkomt voor UN Käerjéng 97.

## Clubcarrière
D'Asaro, afkomstig uit Herstal, genoot een deel van zijn jeugdopleiding bij Standard Luik. In 2020 ruilde hij de jeugdopleiding van Standard voor die van STVV. Nog een jaar later stapte hij over naar RFC Seraing. In het seizoen 2022/23 scoorde hij negen competitiedoelpunten in de Tweede afdeling voor het beloftenelftal van Seraing.

## Interlandcarrière
In 2018 speelde D'Asaro een paar jeugdinterlands voor België. Een jaar eerder had hij ook al op de radar gestaan van de jeugdploegen van Italië.